# Мисс Вселенная 1989
Мисс Вселенная 1989 (англ. Miss Universe 1989) — 38-й ежегодный конкурс красоты, проводился 23 мая 1989 года в Fiesta Americana Condesa Hotel, Канкун, Мексика. За победу на нём соревновалось 76 претенденток. Победительницей стала представительница Нидерландов, 22-летняя Ангела Виссер.

## Результаты

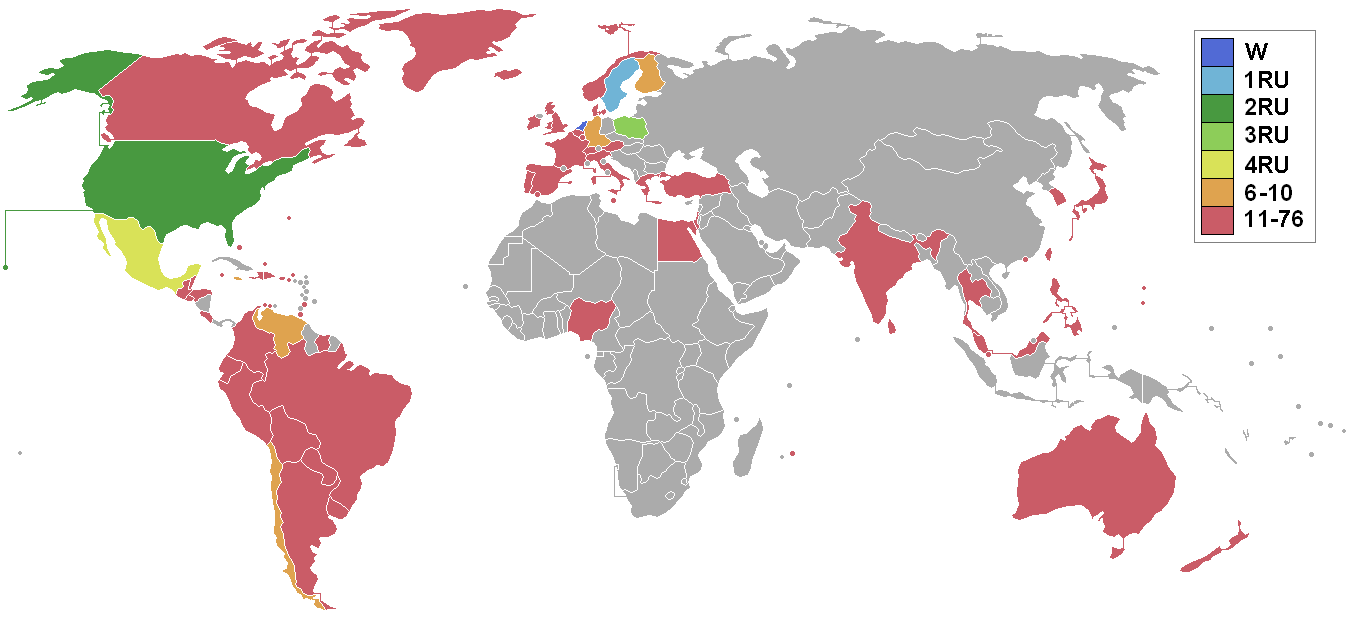
Страницы-участницы и результаты по ним

### Места
| Итоговый результат  | Участница |
| ------------------- | --- |
| Мисс Вселенная 1989 | - Нидерланды — Ангела Виссер                                                                                                 |
| 1-я Вице-мисс       | - Швеция — Луиза Древенстам                                                                                                  |
| 2-я Вице-мисс       | - США — Гретхен Полемус |
| 3-я Вице-мисс       | - Польша — Йоанна Гапиньска                                                                                                  |
| 4-я Вице-мисс       | - Мексика — Адриана Абаскал                                                                                                  |
| Топ 10              | - ФРГ — Андре Стельцер - Венесуэла — Ева Лиза Льюн - Финляндия — Аса Лёвдаль - Ямайка — Сандра Фостер - Чили — Макарена Мина |

### Полуфинальные оценки
| \| Страна \| Интервью \| Купальный костюм \| Вечернее платье \| Средний балл \| \| ---------- \| ---------- \| ---------------- \| --------------- \| ------------ \| \| Нидерланды \| 9.583 (1) \| 9.725 (1) \| 9.824 (1) \| 9.711 (1) \| \| Швеция \| 9.261 (2) \| 9.233 (2) \| 9.376 (2) \| 9.290 (2) \| \| Польша \| 8.472 (6) \| 9.105 (3) \| 9.027 (4) \| 8.868 (3) \| \| Мексика \| 8.650 (3) \| 8.883 (5) \| 9.026 (5) \| 8.853 (4) \| \| США \| 8.511 (5) \| 8.894 (4) \| 8.927 (8) \| 8.777 (5) \| \| ФРГ \| 8.461 (7) \| 8.737 (7) \| 9.010 (6) \| 8.736 (6) \| \| Венесуэла \| 8.204 (8) \| 8.727 (8) \| 9.096 (3) \| 8.676 (7) \| \| Финляндия \| 8.533 (4) \| 8.661 (9) \| 8.755 (9) \| 8.650 (8) \| \| Ямайка \| 8.111 (9) \| 8.788 (6) \| 8.933 (7) \| 8.611 (9) \| \| Чили \| 8.033 (10) \| 8.505 (10) \| 8.755 (10) \| 8.431 (10) \| | Победительница 1-я Вице-мисс 2-я Вице-мисс 3-я Вице-мисс 4-я Вице-мисс Топ 10 Полуфиналистки (#) Ранг в каждом туре конкурса |                  |                 |              |
| Страна | Интервью | Купальный костюм | Вечернее платье | Средний балл |
| Нидерланды | 9.583 (1) | 9.725 (1)        | 9.824 (1)       | 9.711 (1)    |
| Швеция | 9.261 (2) | 9.233 (2)        | 9.376 (2)       | 9.290 (2)    |
| Польша | 8.472 (6) | 9.105 (3)        | 9.027 (4)       | 8.868 (3)    |
| Мексика | 8.650 (3) | 8.883 (5)        | 9.026 (5)       | 8.853 (4)    |
| США | 8.511 (5) | 8.894 (4)        | 8.927 (8)       | 8.777 (5)    |
| ФРГ | 8.461 (7) | 8.737 (7)        | 9.010 (6)       | 8.736 (6)    |
| Венесуэла | 8.204 (8) | 8.727 (8)        | 9.096 (3)       | 8.676 (7)    |
| Финляндия | 8.533 (4) | 8.661 (9)        | 8.755 (9)       | 8.650 (8)    |
| Ямайка | 8.111 (9) | 8.788 (6)        | 8.933 (7)       | 8.611 (9)    |
| Чили | 8.033 (10) | 8.505 (10)       | 8.755 (10)      | 8.431 (10)   |

### Специальные награды
| Премия                     | Участница                                                                                        |
| -------------------------- | ------------------------------------------------------------------------------------------------ |
| Лучший национальный костюм | - Бразилия — Флавия Кавальканти Ребелло - Гватемала — Хелька Куэвас - Таиланд — Йонлада Ронганам |
| Мисс Конгениальность       | - Теркс и Кайкос — Шэрон Саймонс                                                                 |
| Мисс Фотогеничность        | - Австралия — Карен Венден                                                                       |

### Топ
| 1. ФРГ 2. Чили 3. Ямайка 4. Венесуэла 5. Голландия 6. США 7. Швеция 8. Польша 9. Финляндия 10. Мексика | 1. Мексика 2. Голландия 3. Польша 4. США 5. Швеция |

## Фоновая музыка
- Открывающий номер: «Hot Hot Hot» — Arrow (Кавер-версия)

## Судьи
- Бренда Дикграаф — американская чемпионка по аэробике.
- Фил Ричардс — визажист.
- Жаклин Брискин — американский писатель, специализирующийся на исторической беллетристики.
- Хосе Эбер — французский стилист.
- Розалин Самнерс — американская фигуристка, серебряный призёр Олимпийских игр 1984 года, чемпионка мира 1983 года.
- Майкл Уоррен — американский актёр и бывший баскетболист.
- Джози Натори — филиппинский дизайнер и главный исполнительный директор и основатель The Natori Company.
- Джузеппе Делла Скьява — редактор и издатель Harper’s Bazaar Italia.
- Джейн Фейнберг — кастинг-директор.
- Сай Вентрауб — бывший президент Columbia Pictures.
- Эммануэль — мексиканский певец.

## Участницы
| - Аргентина — Луиза Норбис - Аруба — Карина Феликс - Австралия — Карен Венден - Австрия — Беттина Бергхольд - Багамские Острова — Таша Рамирес - Бельгия — Анн де Бетцелье - Белиз — Андреа Шерман Маккой - Бермуды — Корнелия Фурберт - Боливия — Ракель Корс Уллоа - Бразилия — Флавия Кавальканти Ребелло - Виргинские Острова (Великобритания) — Виола Джозеф - Канада — Джульетта Пауэлл - Острова Кайман — Кэрол Энн Боллс - Чили — Мария Макарена Мина Гарачена - Колумбия — Мария Тереза Эгуррола Хинохоса - Коста-Рика — Луана Фрир Бустаманте - Кюрасао — Анна Мостейро - Дания — Луиза Меджлхеде - Доминиканская Республика — Анни Канаан Камидо - Эквадор — María Eugenia Molina - Египет — Салли Атта - Сальвадор — Беатрис Лопес Родригес - Англия — Ракель Мари Джори - Финляндия — Оса Мария Лёвдаль - Франция — Паскаль Меотти - Германия — Андреа Штельцер - Гибралтар — Татьяна Десойса - Греция — Кристиана Латани - Гренландия — Наджа-Ри Соренсен - Гуам — Дженис Сантос - Гватемала — Хелька Куэвас - Гаити — Глафира Жан-Луи - Нидерланды — Анжела Виссер - Гондурас — Фрэнсис Сирил Милла - Гонконг — Синтия Юк Люй Чунг - Исландия — Гудбьёрг Гиссурардоттир - Индия — Долли Минхас - Ирландия — Коллетт Джексон | - Израиль — Николь Гальперин - Италия — Кристиана Бертаси - Ямайка — Сандра Фостер - Япония — Эри Тасиро - Республика Корея — Кхим Сунъ Рюнъ - Люксембург — Крис Скотт - Малайзия — Кармен Чеах Сви - Мальта — Сильвана Саммут Пандольфино - Маврикий — Джеки Рэндабел - Мексика — Адриана Абаскаль - Новая Зеландия — Шелли Софф - Нигерия — Бьянка Онох - Северные Марианские Острова — Сорин Виллануэва - Норвегия — Лене Орнхофт - Парагвай — Ана Виктория Шаер - Перу — Мариана Соверо - Филиппины — Сара Джейн Дэвис Паес - Польша — Йоанна Гапиньска - Португалия — Анна Франсиско Собриньо - Пуэрто-Рико — Каталина Вилла - Китайская Республика (сменила на Китайский Тайбэй) — Чэнь Ен Пин - Шотландия — Виктория Сюзанна Кружево - Сингапур — Полина Чонг - Испания — Ева Педраса - Шри-Ланка — Вероника Растон - Сент-Винсент и Гренадины — Камилла Сэмюэлс - Суринам — Консуэла Крудэн - Швеция — Луиза Древенстам - Швейцария — Карина Бергер - Таиланд — Йонлада Ронганам - Тринидад и Тобаго — Геневера Хелен Кейшалл - Турция — Жасмин Барадан - Теркс и Кайкос — Шэрон Саймонс - Уругвай — Каролинские пироги Риет - США — Гретхен Полхемус - Виргинские Острова (США) — Натали Линч - Венесуэла — Ева Лиза Ларсдоттер Люнг - Уэльс — Андреа Кэролайн Джонс |

## Участие в других конкурсах красоты
- Мисс Мира
  - 1988: Гибралтар, Голландия, Ирландия, Польша и Швейцария
  - 1989: Финляндия, Люксембург, Нигерия и Испания
  - 1990: Тринидад и Тобаго
  - 1991: Ямайка (3-я Вице Мисс)

- Мисс Интернешнл
  - 1988: Исландия (полуфиналистка)
  - 1989: Австрия, Гуам и Шотландия (полуфиналистка)

Reina Mundial del Turismo, FITUR, Madrid Spain
- Miss World Tourism 1989: Гаити Primera Dama de Honor (1-я Вице Мисс)

## Международное вещание
Список стран, где транслировался конкурс красоты, с указанием телеканалов:
| - Аргентина: América 2 - Аруба: P4A-TV - Австралия: Seven Network - Австрия: TW1 - Багамские Острова: ZNS-TV - Бермуды: ZBM-TV - Бельгия: VRT - Боливия: Unitel - Бразилия: SBT - Болгария: BNT 1 - Канада: CBC Television - Чили: TVN - Китай: CCTV-1 - Колумбия: Caracol - Кюрасао: PJC-TV - Коста-Рика: Teletica - Кипр: RIK 1 - Дания: DR1 - Эквадор: Gamavision - Эстонская ССР: ETV - Финляндия: YLE TV1 - Франция: TF1 - ФРГ: ARD - Греция: ΕΤ1 - Гуам: KUAM-LP - Гаити: 4VMR-TV - Нидерланды: Nederland 2 - Гондурас: Canal 11 - Гонконг: TVB Pearl - Венгрия: m1 - Индия: DD National - Ирландия: RTÉ One - Израиль: Первый канал - Италия: Rai Uno - Ямайка: Ination TV - Япония: ABC | - Республика Корея: KBS - Ливан: Télé Liban - Мартиника: Martinique 1re - Малайзия: TV1 - Мальта: TVM - Мексика (host country): Televisa - Намибия: Namibia Broadcasting Corporation - Новая Зеландия: TV One - Северные Марианские Острова: WSZE - Норвегия: NRK1 - Панама: Telemetro - Парагвай: TV Cerro Cora - Перу: ATV - Филиппины: GMA Radio-Television Arts - Польша: TVP1 - Португалия: RTP1 - Румыния: TVR1 - Южно-Африканская Республика: South African Broadcasting Corporation - Сингапур: SBC Fifth Frequency - Испания: TVE1 - Шри-Ланка: Sri Lanka Rupavahini Corporation - Швеция: SVT1 - Швейцария: SF 1 - Китайская Республика: CTS - Таиланд: Channel 7 - Теркс и Кайкос: WIV-TV - Тринидад и Тобаго: CCN TV6 - Великобритания: BBC One - США: CBS - Виргинские Острова (США): WBNB-TV - Уругвай: TVN - Венесуэла: Venevisión |

## Примечание

### Дебют
- Сент-Винсент и Гренадины впервые участвовала в соревнованиях как суверенное государство после обретения независимости от Соединенного Королевства в конце 1979 года, хотя британская территория Сент-Винсент ранее соревновались в 1964 году, 1978 году и в 1979 году.

### Вернулись
В последний раз принимала участие 1979:
- Маврикий

В последний раз принимала участие 1982:
- Суринам

В последний раз принимала участие 1985:
- Острова Кайман
- Гаити

В последний раз принимала участие 1986:
- Аруба
- ПНР

В последний раз принимала участие 1987:
- Белиз
- Кюрасао
- Греция
- Индия

### Замены
- Франция — Стефани Злотковски не достигла совершеннолетия к 1 февраля, поэтому вместо неё в соревнованиях участвовала её первая соперница.
- Гонконг — Мишель Рейс[англ.] отказалась от участия из-за проблем со здоровьем.

### Награды
- Теркс и Кайкос – Мисс Амити (Шэрон Саймонс)
- Австралия – Мисс Фотогеничность (Карен Венден)
- Бразилия – Лучший национальный костюм (Флавия Кавальканти)